# Marvel Cinematic Universe
Marvel Cinematic Universe (MCU) är en amerikansk mediafranchise och ett fiktivt gemensamt universum, som är centrerat kring en filmserie av superhjältefilmer som är självständigt producerade av Marvel Studios och baserade på olika superhjältar, alla skapade och ägda av seriebolaget Marvel Comics. Franchisen har expanderats till bland annat serietidningar, kortfilmer och TV-serier. Det gemensamma universumet, likt Marvels universum i serierna, etablerades det gemensamma crossoverhandlingar, miljöer, rollbesättning och karaktärer. Robert Downey Jr. har medverkat flest gånger i franchisen, där han spelar rollfiguren Tony Stark.
Den första filmen i filmserien som hade premiär var Iron Man (2008), som påbörjade den första serien filmer, vilka kulminerade i filmen Marvel's The Avengers (2012). Fas 2 började med Iron Man 3 (2013) och avrundades med Ant-Man (2015). Marvel har även påbörjat Fas 3, som började med premiären av Captain America: Civil War (2016). Universumet började expanderas med den första officiella serietidningen år 2010 och genomgick ytterligare expansioner genom kortfilmerna Marvel One-Shots år 2011 samt TV-serien Marvel's Agents of S.H.I.E.L.D. under TV-säsongen 2013–14. Marvel har för närvarande ett flertal filmer och TV-projekt i olika utvecklingsstadier.
Franchisen som helhet rankas som den mest inkomstbringande filmfranchisen genom tiderna och den mest inkomstbringande filmfranchisen i USA och har inspirerat andra filmstudior med filmrättigheter till seriefigurer att försöka att skapa liknande gemensamma universum.

## Historik
"It is daunting but it's fun. It's never been done before and that's kind of the spirit everybody's taking it in. The other filmmakers aren't used to getting actors from other movies that other filmmakers have cast, certain plot lines that are connected or certain locations that are connected, but I think ... everyone was on board for it and thinks that it's fun. Primarily because we've always remained consistent saying that the movie that we are making comes first. All of the connective tissue, all of that stuff is fun and is going to be very important if you want it to be. If the fans want to look further and find connections, then they're there. There are a few big ones obviously, that hopefully the mainstream audience will able to follow as well. But ... the reason that all the filmmakers are on board is that their movies need to stand on their own. They need to have a fresh vision, a unique tone, and the fact that they can interconnect if you want to follow those breadcrumbs is a bonus."
År 2005 började Marvel Studios planera för att självständigt producera sina egna filmer och distribuera dessa genom Paramount Pictures. Studion hade tidigare samproducerat ett flertal superhjältefilmer med bland annat Columbia Pictures och New Line Cinema, däribland ett sjuårigt utvecklingsavtal med 20th Century Fox. Marvel Studios tjänade relativt lite pengar från dess licensavtal med andra studior och ville tjäna mer pengar genom sina egna filmer samtidigt som de behöll den konstnärliga kontrollen över projekten och dess distribution. Marvel Studios chef Kevin Feige insåg att till skillnad från Spider-Man och X-Men, där dessa filmrättigheter hade licensierats till Columbia och Fox, ägde Marvel fortfarande rättigheterna till huvudmedlemmarna i Avengers. Feige, som är ett hängivet fan, föreställde sig skapa ett gemensamt universum precis som skaparna Stan Lee och Jack Kirby hade gjort med sina serietidningar i början av 1960-talet. För att samla in kapital fixade studion finansiering från en sjuårig kreditfacilitet på $525 miljoner från Merrill Lynch. Marvels plan var att släppa individuella filmer för sina huvudkaraktärer och efter det förena dem i en crossoverfilm. Feige kallade från början det gemensamma universumet för "Marvel Cinema Universe", men gick senare över till det mer kända namnet "Marvel Cinematic Universe".

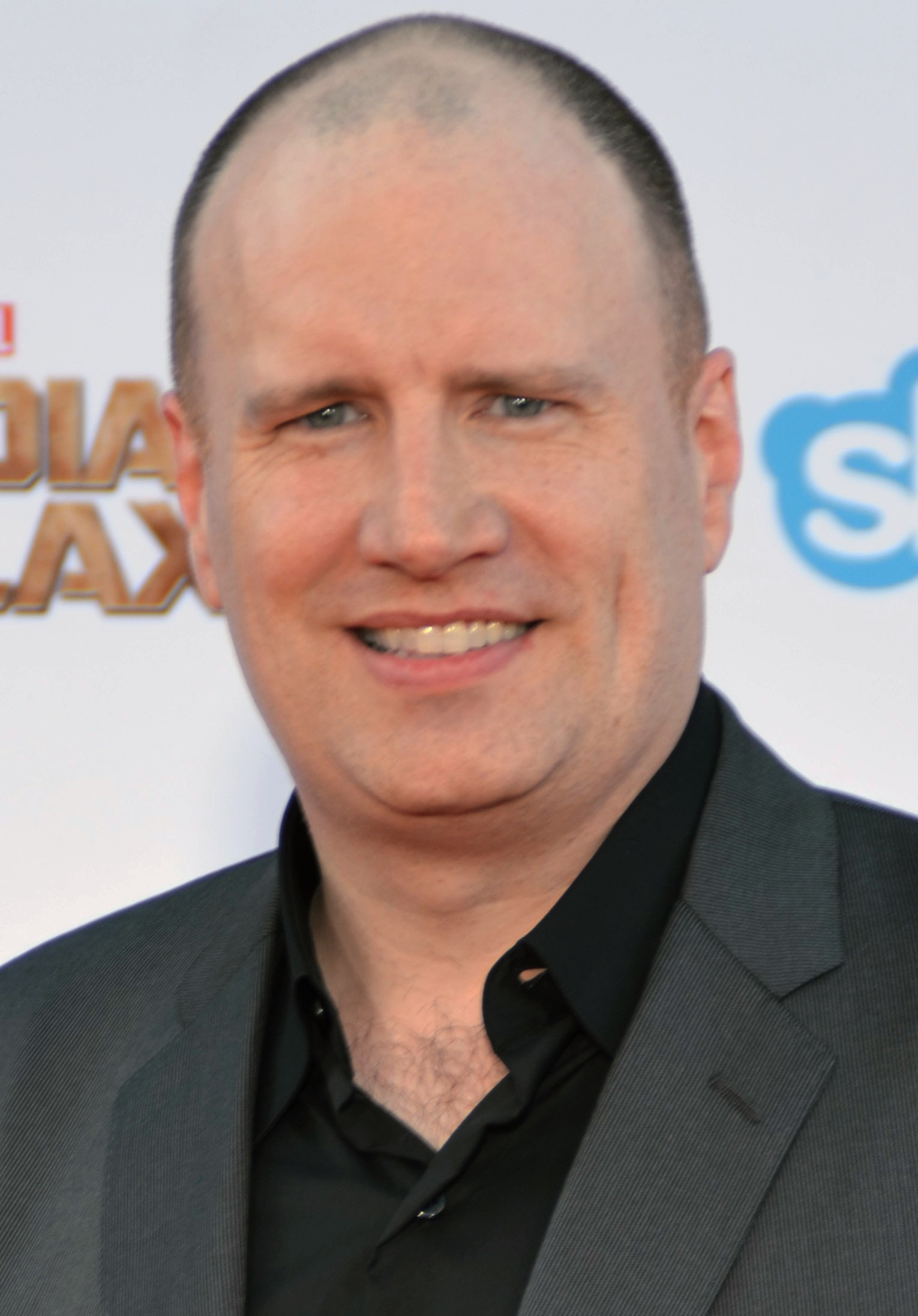
Kevin Feige var en tidig visionär för franchisen, som insåg att ett gemensamt universum kunde skapas utifrån serier som Marvel äger.

I november 2013 sade Feige att "i en idealisk värld" skulle det varje år släppas en film baserad på en existerande seriefigur och en med en ny figur, där han kallade detta format för "en fin rytm". Medan detta inte alltid är fallet, som framgår av 2013 års premiärer av Iron Man 3 och Thor: The Dark World, kommenterade han detta som "något verkligen att sträva efter." Feige utvecklade denna förklaring i juli 2014: "I don't know that we'll keep to [that model] every year, but we're doing that in 2014 and 2015. So I think it would be fun to continue that sort of thing. I don't know that we will [do that] all the time, but as a general model, I think that would be fun." I februari 2014 hade han angivit att Marvel Studios vill efterlikna den "rytm" som serietidningarna har utvecklat, genom att låta karaktärerna dyka upp i deras egna filmer och sedan träffas, likt "ett stort event eller crossoverserie." Efter avslöjandet av flertalet premiärdatum fram till år 2019 i juli 2014, angav Feige följande: "I think if you look at some of those dates that we've announced, we're going to three in a few of those years. Again, not because there's a number cruncher telling us to go to three, do more than two pictures a year, but because of the very reason just laid out: It is about managing [existing] franchises, film to film, and when we have a team ready to go, why tell them to go away for four years just because we don't have a slot? We'd rather find a way to keep that going."
När det gällde att utveckla karaktärerna i universumet och låta de enskilda filmerna och fungera på egen hand, till skillnad från att ha Avengers-samarbeten utanför dessa filmer, uppgav Feige att detta handlade om: "Teaching the general movie going audience about the notion of the characters existing separately, coming together for specific events and going away and existing separately in their own worlds again. Just like comic readers have been doing for decades and decades... People sort of are accepting that there's just a time when they should be together and there’s a time when they’re not." I april 2014 avslöjade han att Edgar Wrights pitch för Ant-Man år 2006 hjälpte dem att utforma de tidiga filmerna i Marvel Cinematic Universe, där han förklarade: "We changed, frankly, some of the MCU to accommodate this version of Ant-Man. Knowing what we wanted to do with Edgar and with Ant-Man, going years and years back, helped to dictate what we did with the roster for Avengers the first time. It was a bit of both in terms of his idea for the Ant-Man story influencing the birth of the MCU in the early films leading up to Avengers."

### Affärsmetoder
Marvel Studios har utvecklat särskilda affärsmetoder för att skapa sitt gemensamma universum. Ett exempel är när studion anlitade Kenneth Branagh och Joe Johnston för att regissera filmerna Thor och Captain America: The First Avenger, såg de till att de båda regissörerna var öppna för tanken om ett gemensamt universum, samt att de måste ha med scener som etablerar Avengers i sina filmer. Joe Russo, som är en av regissörerna bakom Captain America: The Winter Soldier fällde följande kommentar rörande ämnet: "That's the exciting component of [incorporating references to the larger universe]. 'What can we set up for the future?' You're constantly pitching out ideas that not only affect your movie, but may have a ripple effect that affects other films... It's a weird sort of tapestry of writers and directors working together to create this universe that's sort of organic." Joes bror och medregissör, Anthony, förklarade, att för att regissören ska "passa" in hos Marvel, så måste denne: "understand how [to] take a larger story and wrangle in  [sic] into a moment, yet keep [it] connected." Angående ämnet om att låta regissörer och manusförfattare jobba i Marvels koncept om ett gemensamt universum, kommenterade Joe Russo : "I think the way Kevin [Feige] does it is there are big pieces that he knows he wants to build towards, but the way that you get there is open to interpretation and improv a little bit. That’s defined by who gets involved with the project, the writers and directors involved in the project." I situationen med att bröderna Russo med The Return of the First Avenger var tvungna att hantera idén om att S.H.I.E.L.D. har blivit infiltrerat av Hydra och sålunda därefter dess fall, kommenterade Joe: "how we get there is all up to us. And I think why Marvel has been so successful is because it’s been such a clear plan, that everything is interconnected and they’re building emotional capital with each movie that you can then trade off of in the next film."
Studion väljer filmskapare som anses vara "otänkbara", med tanken på deras tidigare verk. Feige anmärkte följande: "You don't have to have directed a big, giant visual-effects movie to do a big, giant visual-effects movie for us. You just have to have done something singularly sort of awesome," adding "It's worked out well for us when we've taken people [such as Jon Favreau, Joss Whedon, Branagh and the Russo brothers,] that have done very, very good things. Very rarely are one of those good things a big giant blockbuster superhero movie." Marvel började även med att kontraktera sina skådespelare för flertalet filmer, och fick Samuel L. Jackson skriva på för ett då "utan motstycke"-kontrakt för nio filmer. I juli 2014 sade Feige att studion låter samtliga skådespelare skriva på kontrakt för flera filmer, normalt 3 eller fler, samt att kontrakt gällande 9 eller 12 filmer är "mer sällsynta". I augusti 2014 kommenterade Vincent D'Onofrio, som spelar Wilson Fisk i Daredevil, sade följande: "The thing about Marvel is that they’re not–they’re into real acting. They’re looking for artists that are willing to take chances and are willing to create characters, even if that character has been around for years and years in comic books, they still are depending on us to create something and take it somewhere else."
I augusti 2012 skrev Marvel ett exklusivt film- och TV-kontrakt med Joss Whedon som gäller fram till juni 2015. Med detta avtal skulle Whedon "kreativt att bidra" i arbetet med MCU's Fas 2. I mars 2013 expanderade Whedon sitt konsultuppdrags ansvarsområden, där han kommenterade följande: "I understand what Kevin [Feige] is going for and where he’s heading, and I read the scripts and watch cuts and talk to the directors and writers and give my opinion. Occasionally there could be some writing. But I’m not trying to get in anybody’s soup, I’m just trying to be helpful. Every time you work on a project it’s a little vacation from the project you’re working on the other 23 hours. That’s the thing – it replenishes you to do something else. And they’re very aware that if I’m too tired or busy to help with anything, that’s fine. But if I can help and not get in the way of the actual filmmakers, that’s what I’m going to do." Whedon utvecklade senare detta uttalande med följande: "Since the story has already been approved and everybody knows what we're doing with Avengers 2, we can really lay it out. It's not like anyone's saying "well I don't know, what if I need that?" It's like "doing this is troublesome for us, whereas doing this will actually help us." It's a dance, but I had to do it on [The Avengers] too. You want to honor the events of the last movie but you don't want to be beholden to them, because some people will see Avengers[: Age of Ultron] who did not see any of the movies inbetween or even Avengers 1." Han tycker även att jobbet på TV och som manusdoktor är: "great training ground[s] for dealing with this ... because you're given a bunch of pieces and told to make them fit - even if they don't."

### Distributörer
Under en längre tid bytte distributionsrättigheterna till Marvel Studios filmer ägare vid flertalet tillfällen. I november 2006 tillkännagavs det att The Incredible Hulk skulle distribueras av Universal Pictures, separat från avtalet med Paramount som slöts år 2005, som distribuerade Marvels övriga filmer. I september 2008, efter den internationella framgången för Iron Man, skrev Paramount på ett avtal om att få tillgång till de globala distributionsrättigheterna till Iron Man 2, Iron Man 3, Thor, Captain America: The First Avenger och The Avengers. I slutet av december 2009 köpte The Walt Disney Company Marvel Entertainment för $4 miljarder. Både Marvel och Disney uppgav att Disney skulle distribuera framtida Marvel-projekt genom deras egen studio från och med att det dåvarande distributionsavtalet med Paramount gick ut efter The Avengers. I oktober 2010 köpte The Walt Disney Studios distributionsrättigheterna till Marvel's The Avengers och Iron Man 3 från Paramount Pictures, dock med undantaget att Paramounts logo stannade kvar i filmerna, samt även för reklammaterial och handelsvaror. (Walt Disney Studios Motion Pictures är den enda studion som är kresiterad i slutet av dessa filmer.) I juli 2013 köpte Disney distributionsrättigheterna till Iron Man, Iron Man 2, Thor och Captain America: The First Avenger från Paramount. The Incredible Hulk var inte en del av detta avtal, på grund av en överenskommelse mellan Marvel och Universal, där Marvel äger filmrättigheterna och Universal distributionsrättigheterna, för denna film och eventuella framtida Hulk-filmer.

### Expansion till andra medier
"Marvel is complicated in that we’re part of the Marvel Cinematic Universe, and so after [running something by Jeph] Loeb we’ll run it through New York, Joe Quesada, Dan Buckley and those guys. We pitch our stuff to Kevin Feige and his movie group to see if there’s something we can tie into, to see if they’re okay about us using a character, or a weapon or some other cool thing. Everything is interconnected, and that’s really what we have to pay the most attention to. It’s challenging but fun as we try to lace some Easter egg in, something that ties into a movie or, if not, at least the comics so fans can find those little things that nobody else knows about."
År 2010 publicerades den första officiella MCU-associerade serietidningen. Marvel Entertainments CCO Joe Quesada redogjorde för sin plan att expandera MCU till serietidningar i november 2010, där han kommenterade detta följande: "[F]or the uninitiated, the MCU [comics] are going to be stories set within movie continuity. [They are] not necessarily direct adaptations of the movies, but maybe something that happened off screen and was mentioned in the movie, and we'll tell that story... [T]he folks that are involved in the movies on the West Coast will be involved in these stories. It won't be like one of our comic book writers saw the movie and has an idea for a story. No, these stories are originating at the very top. Kevin Feige is involved with these and in some cases maybe the writers of the movies would be involved in... generating these ideas and then either just giving them to some of our writers or maybe some of these guys writing them themselves."
I Augusti 2011 tillkännagav Marvel en serie av direkt till video kortfilmer som gick under namnet Marvel One-Shots. Medproducenten Brad Winderbaum kommenterade detta följande: "It's a fun way to experiment with new characters and ideas, but more importantly it's a way for us to expand the Marvel Cinematic Universe and tell stories that live outside the plot of our features." Samtliga kortfilmer designades för att vara en sluten historia som ger mer bakgrundsinformation för karaktärer eller händelser som introduceras i filmerna.
I juli 2012 började Marvel överväga att expandera universumet till TV efter den positiva responsen som Marvel's The Avengers fick, med serien som senare kom att bli känd som Marvel's Agents of S.H.I.E.L.D. I september 2013 började Marvel än en gång att arbeta på en ny serie till följd av den positiv mottagandet från dess produkter, denna gång var det tack vare kortfilmen Agent Carter, som till slut fick sin egen serie genom Marvel's Agent Carter. I november 2013 tillkännagavs det att Marvel och Netflix skulle sända TV-serien Marvel's Daredevil, samt även serier baserade på Jessica Jones, Iron Fist och Luke Cage, som sedan leder till en miniserie baserad på gruppen Defenders.

## Filmer

### The Infinity Saga
Filmerna från fas ett, fas två och fas tre är tillsammans kända som "The Infinity Saga".
| Titel                               | Biopremiär i Sverige      | Regissör                  | Författare                                                                                          | Producent                                | Status                    |                           |                           |                           |
| Fas 1: Avengers Assembled           | Fas 1: Avengers Assembled | Fas 1: Avengers Assembled | Fas 1: Avengers Assembled                                                                           | Fas 1: Avengers Assembled                | Fas 1: Avengers Assembled | Fas 1: Avengers Assembled | Fas 1: Avengers Assembled | Fas 1: Avengers Assembled |
| ----------------------------------- | ------------------------- | ------------------------- | --------------------------------------------------------------------------------------------------- | ---------------------------------------- | ------------------------- | ------------------------- | ------------------------- | ------------------------- |
| Iron Man                            | 1 maj 2008                | Jon Favreau               | Mark Fergus, Hawk Ostby, Art Marcum och Matt Holloway                                               | Avi Arad och Kevin Feige                 | Släppt                    |                           |                           |                           |
| The Incredible Hulk                 | 13 juni 2008              | Louis Leterrier           | Zak Penn                                                                                            | Avi Arad, Gale Anne Hurd och Kevin Feige | Släppt                    |                           |                           |                           |
| Iron Man 2                          | 28 april 2010             | Jon Favreau               | Justin Theroux                                                                                      | Kevin Feige                              | Släppt                    |                           |                           |                           |
| Thor                                | 27 april 2011             | Kenneth Branagh           | Ashley Edward Miller, Zack Stentz och Don Payne                                                     | Kevin Feige                              | Släppt                    |                           |                           |                           |
| Captain America: The First Avenger  | 12 augusti 2011           | Joe Johnston              | Christopher Markus och Stephen McFeely                                                              | Kevin Feige                              | Släppt                    |                           |                           |                           |
| Marvel's The Avengers               | 27 april 2012             | Joss Whedon               | Joss Whedon                                                                                         | Kevin Feige                              | Släppt                    |                           |                           |                           |
| Fas 2                               |                           |                           | |                                          | Släppt                    |                           |                           |                           |
| Iron Man 3                          | 24 april 2013             | Shane Black               | Drew Pearce och Shane Black                                                                         | Kevin Feige                              | Släppt                    |                           |                           |                           |
| Thor: The Dark World                | 30 oktober 2013           | Alan Taylor               | Christopher Yost, Christopher Markus och Stephen McFeely                                            | Kevin Feige                              | Släppt                    |                           |                           |                           |
| Captain America: The Winter Soldier | 26 mars 2014              | Anthony och Joe Russo     | Christopher Markus och Stephen McFeely                                                              | Kevin Feige                              | Släppt                    |                           |                           |                           |
| Guardians of the Galaxy             | 1 augusti 2014            | James Gunn                | James Gunn och Nicole Perlman                                                                       | Kevin Feige                              | Släppt                    |                           |                           |                           |
| Avengers: Age of Ultron             | 22 april 2015             | Joss Whedon               | Joss Whedon                                                                                         | Kevin Feige                              | Släppt                    |                           |                           |                           |
| Ant-Man                             | 22 juli 2015              | Peyton Reed               | Edgar Wright, Joe Cornish, Adam McKay och Paul Rudd                                                 | Kevin Feige                              | Släppt                    |                           |                           |                           |
| Fas 3                               |                           |                           | |                                          |                           |                           |                           |                           |
| Captain America: Civil War          | 27 april 2016             | Anthony och Joe Russo     | Christopher Markus och Stephen McFeely                                                              | Kevin Feige                              | Släppt                    |                           |                           |                           |
| Doctor Strange                      | 28 oktober 2016           | Scott Derrickson          | Jon Spaihts, Scott Derrickson och C. Robert Cargill                                                 | Kevin Feige                              | Släppt                    |                           |                           |                           |
| Guardians of the Galaxy Vol. 2      | 26 april 2017             | James Gunn                | James Gunn                                                                                          | Kevin Feige                              | Släppt                    |                           |                           |                           |
| Spider-Man: Homecoming              | 5 juli 2017               | Jon Watts                 | Jonathan Goldstein, John Francis Daley, Jon Watts, Christopher Ford, Chris McKenna och Erik Sommers | Kevin Feige och Amy Pascal               | Släppt                    |                           |                           |                           |
| Thor: Ragnarök                      | 27 oktober 2017           | Taika Waititi             | Eric Pearson, Craig Kyle och Christopher Yost                                                       | Kevin Feige                              | Släppt                    |                           |                           |                           |
| Black Panther                       | 14 februari 2018          | Ryan Coogler              | Ryan Coogler och Joe Robert Cole                                                                    | Kevin Feige                              | Släppt                    |                           |                           |                           |
| Avengers: Infinity War              | 25 april 2018             | Anthony och Joe Russo     | Christopher Markus och Stephen McFeely                                                              | Kevin Feige                              | Släppt                    |                           |                           |                           |
| Ant-Man and the Wasp                | 4 juli 2018               | Peyton Reed               | Chris McKenna, Erik Sommers, Andrew Barrer, Gabriel Ferrari och Paul Rudd                           | Kevin Feige och Stephen Broussard        | Släppt                    |                           |                           |                           |
| Captain Marvel                      | 6 mars 2019               | Anna Boden och Ryan Fleck | Geneva Robertson-Dworet, Anna Boden och Ryan Fleck                                                  | Kevin Feige                              | Släppt                    |                           |                           |                           |
| Avengers: Endgame                   | 24 april 2019             | Anthony och Joe Russo     | Christopher Markus och Stephen McFeely                                                              | Kevin Feige                              | Släppt                    |                           |                           |                           |
| Spider-Man: Far From Home           | 5 juli 2019               | Jon Watts                 | Chris McKenna och Erik Sommers                                                                      | Kevin Feige och Amy Pascal               | Släppt                    |                           |                           |                           |

### The Multiverse Saga
Filmerna från fas fyra, fas fem och fas sex är tillsammans kända som "The Multiverse Saga". De tre faserna inkluderar även flera serier som streamas på Disney+.
| Titel                                       | Biopremiär       | Regissör              | Författare                                                            | Producent                                                       | Status           |       |       |       |
| Fas 4                                       | Fas 4            | Fas 4                 | Fas 4                                                                 | Fas 4                                                           | Fas 4            | Fas 4 | Fas 4 | Fas 4 |
| ------------------------------------------- | ---------------- | --------------------- | --------------------------------------------------------------------- | --------------------------------------------------------------- | ---------------- | ----- | ----- | ----- |
| Black Widow                                 | 7 juli 2021      | Cate Shortland        | Eric Pearson                                                          | Kevin Feige                                                     | Släppt           |       |       |       |
| Shang-Chi and the Legend of the Ten Rings   | 1 september 2021 | Destin Daniel Cretton | David Callaham och Destin Daniel Cretton och Andrew Lanham            | Kevin Feige och Jonathan Schwartz                               | Släppt           |       |       |       |
| Eternals                                    | 3 november 2021  | Chloé Zhao            | Chloé Zhao, Patrick Burleigh, Ryan Firpo och Kaz Firpo                | Kevin Feige och Nate Moore                                      | Släppt           |       |       |       |
| Spider-Man: No Way Home                     | 15 december 2021 | Jon Watts             | Chris McKenna och Erik Sommers                                        | Kevin Feige och Amy Pascal                                      | Släppt           |       |       |       |
| Doctor Strange in the Multiverse of Madness | 4 maj 2022       | Sam Raimi             | Michael Waldron                                                       | Kevin Feige                                                     | Släppt           |       |       |       |
| Thor: Love and Thunder                      | 6 juli 2022      | Taika Waititi         | Taika Waititi och Jennifer Kaytin Robinson                            | Kevin Feige och Brad Winderbaum                                 | Släppt           |       |       |       |
| Black Panther: Wakanda Forever              | 9 november 2022  | Ryan Coogler          | Ryan Coogler och Joe Robert Cole                                      | Kevin Feige och Nate Moore                                      | Släppt           |       |       |       |
| Fas 5                                       |                  |                       |                                                                       |                                                                 |                  |       |       |       |
| Ant-Man and the Wasp: Quantumania           | 15 februari 2023 | Peyton Reed           | Jeff Loveness                                                         | Kevin Feige                                                     | Släppt           |       |       |       |
| Guardians of the Galaxy Vol. 3              | 3 maj 2023       | James Gunn            | James Gunn                                                            | Kevin Feige                                                     | Släppt           |       |       |       |
| The Marvels                                 | 8 november 2023  | Nia DaCosta           | Nia DaCosta, Megan McDonnell och Elissa Karasik                       | Kevin Feige                                                     | Släppt           |       |       |       |
| Deadpool & Wolverine                        | 24 juli 2024     | Shawn Levy            | Rhett Reese, Paul Wernick, Wendy Molyneux och Lizzie Molyneux-Logelin | Kevin Feige, Lauren Shuler Donner, Ryan Reynolds och Shawn Levy | Släppt           |       |       |       |
| Captain America: Brave New World            | 12 februari 2025 | Julius Onah           | Malcolm Spellman, Dalan Musson och Matthew Orton                      | Kevin Feige och Nate Moore                                      | Släppt           |       |       |       |
| Thunderbolts*                               | 30 april 2025    | Jake Schreier         | Eric Pearson, Lee Sung Jin och Joanna Calo                            | Kevin Feige                                                     | Släppt           |       |       |       |
| Fas 6                                       |                  |                       |                                                                       |                                                                 |                  |       |       |       |
| The Fantastic Four: First Steps             | 25 juli 2025     | Matt Shakman          | Jeff Kaplan och Ian Springer                                          | Kevin Feige                                                     | Efterproduktion  |       |       |       |
| Spider-Man: Brand New Day                   | 31 juli 2026     | Destin Daniel Cretton | Chris McKenna och Erik Sommers                                        | Kevin Feige och Amy Pascal                                      | Förproduktion    |       |       |       |
| Avengers: Doomsday                          | 18 december 2026 | Anthony och Joe Russo | Stephen McFeely                                                       | Kevin Feige, Anthony Russo och Joe Russo                        | Inspelning pågår |       |       |       |
| Avengers: Secret Wars                       | 17 december 2027 | Anthony och Joe Russo | Stephen McFeely                                                       | Kevin Feige, Anthony Russo och Joe Russo                        | Under utveckling |       |       |       |

### Framtida filmer
| Titel                                                          | Biopremiär | Regissör              | Författare            | Producent                         | Status           |
| -------------------------------------------------------------- | ---------- | --------------------- | --------------------- | --------------------------------- | ---------------- |
| Armor Wars                                                     | TBA        | TBA                   | Yassir Lester         | Kevin Feige                       | Under utveckling |
| Black Panther 3                                                | TBA        | Ryan Coogler          | Ryan Coogler          | Kevin Feige och Nate Moore        | Under utveckling |
| Blade                                                          | TBA        | TBA                   | Eric Pearson          | Kevin Feige                       | Under utveckling |
| Obetitlad Shang-Chi and the Legend of the Ten Rings-uppföljare | TBA        | Destin Daniel Cretton | Destin Daniel Cretton | Kevin Feige och Jonathan Schwartz | Under utveckling |
| Obetitlad X-Men-film                                           | TBA        | TBA                   | TBA                   | Kevin Feige                       | Under utveckling |

### Utgivning
I juni 2012 tillkännagav Marvel lanseringen av en 10-disk Blu-ray-box med titeln Marvel Cinematic Universe: Phase One – Avengers Assembled den 25 september 2012. Boxen innehöll de sex första filmerna i Marvel Cinematic Universe: Iron Man, The Incredible Hulk, Iron Man 2, Thor, Captain America: The First Avenger och Marvel's The Avengers och kom i form av en replika av Nick Furys portfölj från The Avengers. I augusti 2012 stämde resgodsföretaget Rimowa GmbH, som designade portföljen för The Avengers, Marvel Studios och Buena Vista Home Entertainment i USA:s federala domstol, med följande klagomål: "Marvel did not obtain any license or authorization from Rimowa to make replica copies of the cases for any purpose". Boxen blev försenad till 2013 och förpackningen gjordes om. Boxen och den omdesignade portföljen släpptes den 2 april 2013. Utöver detta innehöll den en dokumentär om de kommande filmerna i Fas 2, där klipp och illustrationer, samt bortklippta scener från Fas 1:s filmer som aldrig tidigare getts ut.

### Kassaintäkter och kritikermottagande
| Titel                                       | Biopremiär                | Intäkter                  | Budget                    | Rotten Tomatoes           | Metacritic                |
| Fas 1: Avengers Assembled                   | Fas 1: Avengers Assembled | Fas 1: Avengers Assembled | Fas 1: Avengers Assembled | Fas 1: Avengers Assembled | Fas 1: Avengers Assembled |
| ------------------------------------------- | ------------------------- | ------------------------- | ------------------------- | ------------------------- | ------------------------- |
| Iron Man                                    | 2 maj 2008                | $585 174 222              | $140 miljoner             | 93% (275 recensioner)     | 79 (38 recensioner)       |
| The Incredible Hulk                         | 13 juni 2008              | $263 427 551              | $150 miljoner             | 67% (228 recensioner)     | 61 (38 recensioner)       |
| Iron Man 2                                  | 7 maj 2010                | $623 933 331              | $200 miljoner             | 73% (288 recensioner)     | 57 (40 recensioner)       |
| Thor                                        | 6 maj 2011                | $449 326 618              | $150 miljoner             | 77% (282 recensioner)     | 57 (40 recensioner)       |
| Captain America: The First Avenger          | 22 juli 2011              | $370 569 774              | $140 miljoner             | 80% (263 recensioner)     | 66 (43 recensioner)       |
| The Avengers                                | 4 maj 2012                | $1 518 812 988            | $220 miljoner             | 92% (344 recensioner)     | 69 (43 recensioner)       |
| Fas 2                                       |                           |                           |                           |                           |                           |
| Iron Man 3                                  | 3 maj 2013                | $1 214 811 252            | $200 miljoner             | 79% (312 recensioner)     | 62 (44 recensioner)       |
| Thor: The Dark World                        | 8 november 2013           | $644 571 402              | $170 miljoner             | 67% (266 recensioner)     | 54 (44 recensioner)       |
| Captain America: The Winter Soldier         | 4 april 2014              | $714 264 267              | $170 miljoner             | 90% (288 recensioner)     | 70 (48 recensioner)       |
| Guardians of the Galaxy                     | 1 augusti 2014            | $773 328 629              | $170 miljoner             | 91% (313 recensioner)     | 76 (53 recensioner)       |
| Avengers: Age of Ultron                     | 1 maj 2015                | $1 405 403 694            | $250 miljoner             | 75% (351 recensioner)     | 66 (49 recensioner)       |
| Ant-Man                                     | 17 juli 2015              | $519 311 965              | $130 miljoner             | 82% (305 recensioner)     | 64 (44 recensioner)       |
| Fas 3                                       |                           |                           |                           |                           |                           |
| Captain America: Civil War                  | 6 maj 2016                | $1 153 304 495            | $250 miljoner             | 91% (391 recensioner)     | 75 (53 recensioner)       |
| Doctor Strange                              | 4 november 2016           | $677 718 395              | $165 miljoner             | 89% (348 recensioner)     | 72 (49 recensioner)       |
| Guardians of the Galaxy Vol. 2              | 5 maj 2017                | $863 756 051              | $200 miljoner             | 84% (378 recensioner)     | 67 (48 recensioner)       |
| Spider-Man: Homecoming                      | 7 juli 2017               | $880 166 924              | $175 miljoner             | 92% (362 recensioner)     | 73 (51 recensioner)       |
| Thor: Ragnarök                              | 3 november 2017           | $853 977 126              | $180 miljoner             | 92% (384 recensioner)     | 74 (51 recensioner)       |
| Black Panther                               | 16 februari 2018          | $1 346 913 161            | $200 miljoner             | 97% (464 recensioner)     | 88 (55 recensioner)       |
| Avengers: Infinity War                      | 27 april 2018             | $2 048 359 754            | $321 miljoner             | 85% (427 recensioner)     | 68 (53 recensioner)       |
| Ant-Man and the Wasp                        | 6 juli 2018               | $622 674 139              | $162 miljoner             | 88% (384 recensioner)     | 70 (56 recensioner)       |
| Captain Marvel                              | 8 mars 2019               | $1 090 111 376            | $175 miljoner             | 78% (454 recensioner)     | 64 (55 recensioner)       |
| Avengers: Endgame                           | 26 april 2019             | $2 797 501 328            | $356 miljoner             | 94% (550 recensioner)     | 78 (57 recensioner)       |
| Spider-Man: Far From Home                   | 2 juli 2019               | $1 131 927 996            | $160 miljoner             | 90% (454 recensioner)     | 69 (55 recensioner)       |
| Fas 4                                       |                           |                           |                           |                           |                           |
| Black Widow                                 | 9 juli 2021               | $379 751 655              | $200 miljoner             | 79% (449 recensioner)     | 67 (57 recensioner)       |
| Shang-Chi and the Legend of the Ten Rings   | 3 september 2021          | $432 243 292              | $150–200 miljoner         | 91% (334 recensioner)     | 71 (52 recensioner)       |
| Eternals                                    | 5 november 2021           | $402 064 899              | $200 miljoner             | 47% (398 recensioner)     | 52 (62 recensioner)       |
| Spider-Man: No Way Home                     | 17 december 2021          | $1 921 847 111            | $200 miljoner             | 93% (425 recensioner)     | 71 (60 recensioner)       |
| Doctor Strange in the Multiverse of Madness | 6 maj 2022                | $955 775 804              | $200 miljoner             | 74% (450 recensioner)     | 60 (65 recensioner)       |
| Thor: Love and Thunder                      | 8 juli 2022               | $760 928 081              | $250 miljoner             | 63% (434 recensioner)     | 57 (64 recensioner)       |
| Black Panther: Wakanda Forever              | 9 november 2022           | $859 208 836              | $250 miljoner             | 84% (430 recensioner)     | 67 (62 recensioner)       |
| Fas 5                                       |                           |                           |                           |                           |                           |
| Ant-Man and the Wasp: Quantumania           | 15 februari 2023          | $476 071 180              | $200 miljoner             | 46% (410 recensioner)     | 48 (61 recensioner)       |
| Guardians of the Galaxy Vol. 3              | 5 maj 2023                | $845 555 777              | $250 miljoner             | 82% (403 recensioner)     | 64 (63 recensioner)       |
| The Marvels                                 | 8 november 2023           | $206 089 499              | $270 miljoner             | 62% (352 recensioner)     | 50 (57 recensioner)       |
| Totalt                                      | Totalt                    | $34 625 411 606           | ~$6,629 miljarder         |                           |                           |
| Genomsnitt                                  | Genomsnitt                | $1 049 254 897            | $200 miljoner             | 81%                       | 66                        |

## Kortfilmer

### Marvel One-Shots
| Film                                               | Premiärdatum                                                | Regissör         | Manus        | Producent   | Utgivning                          |
| -------------------------------------------------- | ----------------------------------------------------------- | ---------------- | ------------ | ----------- | ---------------------------------- |
| The Consultant                                     | 13 september 2011                                           | Leythum          | Eric Pearson | Kevin Feige | Thor                               |
| A Funny Thing Happened on the Way to Thor's Hammer | 25 oktober 2011                                             | Leythum          | Eric Pearson | Kevin Feige | Captain America: The First Avenger |
| Item 47                                            | 25 september 2012                                           | Louis D’Esposito | Eric Pearson | Kevin Feige | The Avengers                       |
| Agent Carter                                       | 3 september 2013 (Digital) 24 september 2013 (Fysisk media) | Louis D’Esposito | Eric Pearson | Kevin Feige | Iron Man 3                         |
| All Hail the King                                  | 4 februari 2014 (Digital) 25 februari 2014 (Fysisk media)   | Drew Pearce      | Drew Pearce  | Kevin Feige | Thor: The Dark World               |

I augusti 2011 tillkännagav Marvel att en serie med kortfilmer under namnet Marvel One-Shots skulle släppas direkt till video. I de två första kortfilmerna The Consultant och A Funny Thing Happened on the Way to Thor's Hammer medverkar Clark Gregg som Phil Coulson, som består av fristående berättelser om en dag i livet som en S.H.I.E.L.D.-agent. Den tredje filmen Item 47 behandlar efterdyningarna av händelserna i Marvel's The Avengers. I Agent Carter medverkar Hayley Atwell som Peggy Carter, i den roll hon spelade i Captain America-filmerna, medan huvudpersonen i All Hail the King är Ben Kingsley i rollen som Trevor Slattery från Iron Man 3.

### I Am Groot
I Am Groot är en serie med kortfilmer som hade premiär på streamingtjänsten Disney+ den 10 augusti 2022.

## TV-serier

### Marvel Television

#### Marvel's Agents of S.H.I.E.L.D.
I juli 2012 hade Marvel Television återigen påbörjat diskussioner med ABC för att producera en TV-serie i Marvel Cinematic Universe. I augusti samma år beställde ABC ett pilotavsnitt för en serie vid namn S.H.I.E.L.D. som skulle skrivas av Joss Whedon, Jed Whedon och Maurissa Tancharoen, samt regisseras av Joss Whedon. Clark Gregg återvände till sin filmroll som Phil Coulson i serien. Den 6 april 2013 tillkännagav ABC att serien skulle heta Marvel's Agents of S.H.I.E.L.D. och beställdes officiellt som serie den 10 maj 2013. Serien hade premiär den 24 september 2013. Den 8 maj 2014 blev serien förnyad för en andra säsong.
Avslöjandet i Captain America: The Winter Soldier att S.H.I.E.L.D. blivit infiltrerat av Hydra hade en stor inverkan på serien. Seriens exekutiva producent Jeph Loeb kommenterade detta följande: "It's an extremely unique experience that doesn't exist anywhere else out there in the entertainment business," angående den koppling serien hade med händelserna i filmen. I den första säsongen medverkade Samuel L. Jackson, Cobie Smulders, Maximiliano Hernández, Titus Welliver och Jaimie Alexander i sina respektive roller som Nick Fury, Maria Hill, Jasper Sitwell, Agent Blake och Sif från tidigare MCU-filmer och One-Shots. Säsongen sände även avsnitt som var direkt kopplade till händelser i filmerna Thor: The Dark World och Captain America: The Winter Soldier.

#### Marvel's Agent Carter
I september 2013 utvecklade Marvel en serie som inspirerade sig av kortfilmen Agent Carter med Peggy Carter i huvudrollen. I januari 2014 bekräftade ABC Entertainment Groups ordförande Paul Lee att serien var i utvecklingsstadiet, samt att Hayley Atwell var knuten till serien. Utöver detta bekräftades det att Tara Butters och Michele Fazekas skulle vara seriens showrunners, medan manuset för pilotavsnittet ska skrivas av författarna till Captain America: The First Avenger och Captain America: The Winter Soldier, Christopher Markus och Stephen McFeely. Den 8 maj 2014 blev det klart att ABC officiellt beställt Marvel's Agent Carter som serie.

#### Netflix-serier

##### Före seriesläppen
I oktober 2013 förberedde Marvel fyra dramaserier och en miniserie med totalt 60 avsnitt, som skulle visas via video on demand-tjänster och kabelleverantörer, där både Netflix, Amazon och WGN America visade sina intressen för serierna. I november 2013 bekräftades det att Disney skulle producera TV-serier för Netflix baserade på Daredevil, Jessica Jones, Iron Fist och Luke Cage, som skulle leda till en miniserie baserad på gruppen Defenders. Disney's VD Bob Iger förklarade att Netflix valdes för att sända serierna i samband med att Disney insåg att de kunde använda streamingtjänster som ett sätt att få seriefigurernas popularitet att växa. Utöver detta uppgav han att om figurerna visar sig vara populära så kan de bli filmer. Kort därefter blev det klart att Melissa Rosenberg skulle skriva manus och vara exekutiv producent för serien om Jessica Jones. I december 2013 tillkännagav Marvel att Drew Goddard skulle vara exekutiv producent och showrunner för Daredevil-serien, samt att han skulle skriva och regissera det första avsnittet. I en intervju i februari 2014 angående kortfilmen All Hail the King, bekräftade författaren/regissören Drew Pearce att de då kommande Netflix-serierna skulle vara en del av Marvel Cinematic Universe.
Senare i februari tillkännagav Marvel att Netflix-serierna skulle spelas in i New York City med start i mitten av 2014, samt bekräftade att samtliga serier som leder till crossovern The Defenders vardera skulle bestå av 13 entimmesavsnitt och att The Defenders skulle vara en miniserie på 4–8 avsnitt som avrundar de andra serierna. I mars 2014 uppgav Marvel Televisions chef Jeph Loeb att Daredevil skulle spelas in i juli 2014, tätt följd av Jessica Jones. Iron Fist och Luke Cage skulle senare produceras efter Jessica Jones, men innan Defenders-serien. I april 2014 uppgav Marvel Comics' chefredaktör Joe Quesada att serierna skulle spelas in i trakterna kring Brooklyn och Long Island City som fortfarande ser ut som det gamla Hell’s Kitchen, utöver en del studioinspelningar. Han bekräftade även att serierna utspelar sig i MCU och att, utöver att sammankopplas med varandra, kommer att kopplas samman med filmerna och övriga TV-serier. Vidare beskrev Quesada att avsnitten för samtliga serier skulle släppas samtidigt, i raka motsatsen till det vanliga serieformatet, i syfte att kunna se serierna under en längre period, vilket har varit framgångsrikt för andra Netflix-serier. I slutet av maj 2014 blev det klart att Goddard inte längre skulle vara Marvel's Daredevil showrunner och att hans efterträdare var Steven S. DeKnight. Goddard, som skrev de första två avsnitten var kvar på serien som en exekutiv producent. Några dagar senare blev det klart att Charlie Cox fått rollen som Daredevil.

##### Efter seriesläppen
Den 10 mars 2015 släpptes hela den första säsongen av Marvel's Daredevil på Netflix. Den första säsongen av Marvel's Jessica Jones släpptes den 20 november 2015. Krysten Ritter spelar huvudrollen som Jessica Jones och Melissa Rosenberg är manusförfattare och producent. Den andra säsongen av Daredevil kom våren därpå och hade premiär 18 mars 2016. Båda serier har blivit förnyade för en andra respektive tredje säsong. Luke Cage som först var med i Jessica Jones tv-serie fick sin egen tv-seriepremiär den 30 september 2016. Från början var det tänkt att Marvel's Luke Cage skulle vara den fjärde i ordningen av Netflix Marvel-serier men efter stor positiv respons på Mike Colters rollprestation efter introduktionen i Jessica Jones snabbade Marvel på produktionen. Den fjärde Marvelserien på Netflix handlar om Iron Fist och alla 13 avsnitt av Marvel's Iron Fist släpptes på Netflix den 17 mars 2017. Rosario Dawson som spelar sjuksköterskan Claire Temple har medverkat som biroll eller gästroll i alla fyra av Netflix Tv-serier i Marvel Cinematic Universe. Miniserien The Defenders hade premiär 2017, med Charlie Cox som Matt Murdock/Daredevil, Krysten Ritter som Jessica Jones, Mike Colter som Luke Cage, och Finn Jones som Danny Rand/Iron Fist, och den första säsongen har 8 avsnitt.

### Marvel Studios: Assembling a Universe
Den 18 mars 2014 sände ABC ett entimmesprogram under titeln Marvel Studios: Assembling a Universe, som återgav Marvel Studios historia och skapandet av Marvel Cinematic Universe. Den inkluderade även exklusiva intervjuer och produktionsmaterial från samtliga filmer, One-Shots och Agents of S.H.I.E.L.D., samt smygtittar på Avengers: Age of Ultron, Captain America: The Return of the First Avenger, Guardians of the Galaxy, ej sända avsnitt av Agents of S.H.I.E.L.D. samt Ant-Man. Brian Lowry från Variety uttryckte följande om specialen: "contains a pretty interesting business and creative story. While it might all make sense in hindsight, there was appreciable audacity in Marvel’s plan to release five loosely connected movies from the same hero-filled world, beginning with the cinematically unproven Iron Man and culminating with superhero team The Avengers. As such, this fast-moving hour qualifies as more than just a cut-and-paste job from electronic press kits, although there’s an element of that, certainly." Specialen släpptes den 9 september 2014 ihop med första säsongen av Agent of S.H.I.E.L.D..

#### Marvel's Inhumans
Under hösten 2017 började en till tv-serie från Marvel Cinematic Universe att sändas på ABC: Marvel's Inhumans.

### Marvel Studios
Alla Marvel Studios-serier släpps på Disney+ och hör ihop med filmerna i respektive fas.
| Titel                                       | Säsong  | Avsnitt | Datum             | Datum            | Författare                      | Regissör                                                           | Status          |
| Titel                                       | Säsong  | Avsnitt | Släpptes          | Avslutades       | Författare                      | Regissör                                                           | Status          |
| Fas 4                                       | Fas 4   | Fas 4   | Fas 4             | Fas 4            | Fas 4                           | Fas 4                                                              | Fas 4           |
| ------------------------------------------- | ------- | ------- | ----------------- | ---------------- | ------------------------------- | ------------------------------------------------------------------ | --------------- |
| WandaVision                                 | 1       | 9       | 15 januari 2021   | 5 mars 2021      | Jac Schaeffer                   | Matt Shakman                                                       | Släppt          |
| The Falcon and the Winter Soldier           | 1       | 6       | 19 mars 2021      | 23 april 2021    | Malcolm Spellman                | Kari Skogland                                                      | Släppt          |
| Loki                                        | 1       | 6       | 9 juni 2021       | 14 juli 2021     | Michael Waldron                 | Kate Herron                                                        | Släppt          |
| What If...?                                 | 1       | 9       | 11 augusti 2021   | 6 oktober 2021   | A. C. Bradley                   | Bryan Andrews                                                      | Släppt          |
| Hawkeye                                     | 1       | 6       | 24 november 2021  | 22 december 2021 | Jonathan Igla                   | Rhys Thomas och Bert och Bertie                                    | Släppt          |
| Moon Knight                                 | 1       | 6       | 30 mars 2022      | 4 maj 2022       | Jeremy Slater                   | Mohamed Diab, Justin Benson och Aaron Moorhead                     | Släppt          |
| Ms. Marvel                                  | 1       | 6       | 8 juni 2022       | 13 juli 2022     | Bisha K. Ali                    | Meera Menon, Sharmeen Obaid-Chinoy, Adil El Arbi och Bilall Fallah | Släppt          |
| She-Hulk: Attorney at Law                   | 1       | 9       | 17 augusti 2022   | 12 oktober 2022  | Jessica Gao                     | Kat Coiro och Anu Valia                                            | Släppt          |
| Werewolf by Night                           | Special | Special | 7 oktober 2022    | 7 oktober 2022   | Heather Quinn och Peter Cameron | Michael Giacchino                                                  | Släppt          |
| The Guardians of the Galaxy Holiday Special | Special | Special | december 2022     | december 2022    | James Gunn                      | James Gunn                                                         | Släppt          |
| Fas 5                                       |         |         |                   |                  |                                 |                                                                    |                 |
| Secret Invasion                             | 1       | 6       | 21 juni 2023      | 26 juli 2023     | Kyle Bradstreet                 | Thomas Bezucha och Ali Selim                                       | Släppt          |
| Loki                                        | 2       | 6       | 6 oktober 2023    | 9 november 2023  | Eric Martin                     | Justin Benson och Aaron Moorhead                                   | Släppt          |
| What If...?                                 | 2       | 9       | 22 december 2023  | 30 december 2023 | A. C. Bradley                   | Bryan Andrews                                                      | Släppt          |
| Echo                                        | 1       | 5       | 10 januari 2024   | 10 januari 2024  | Marion Dayre                    | Sydney Freeland och Catriona McKenzie                              | Släppt          |
| Agatha All Along                            | 1       | 9       | 18 september 2024 | TBA              | Jac Schaeffer                   | Jac Schaeffer, Gandja Monteiro och Rachel Goldberg                 | Efterproduktion |
| Eyes of Wakanda                             | 1       | 4       | 2024              | TBA              | TBA                             | TBA                                                                | I produktion    |
| Your Friendly Neighborhood Spider-Man       | 1       | TBA     | 2024              | TBA              | Jeff Trammel                    | TBA                                                                | I produktion    |
| Marvel Zombies                              | 1       | 4       | 2024              | TBA              | Zeb Wells                       | Bryan Andrews                                                      | I produktion    |
| Daredevil: Born Again                       | 1       | 9       | mars 2025         | TBA              | Matt Corman och Chris Ord       | Michael Cuesta, Jeffrey Nachmanoff och Clark Johnson               | Efterproduktion |
| Ironheart                                   | 1       | 6       | 2025              | TBA              | Chinaka Hodge                   | Sam Bailey och Angela Barnes                                       | Efterproduktion |

#### Framtida TV-serier
| Titel                                 | Säsong | Avsnitt | Datum     | Datum      | Författare    | Regissör                                | Status           |
| Titel                                 | Säsong | Avsnitt | Släpptes  | Avslutades | Författare    | Regissör                                | Status           |
| ------------------------------------- | ------ | ------- | --------- | ---------- | ------------- | --------------------------------------- | ---------------- |
| Your Friendly Neighborhood Spider-Man | 2      | TBA     | TBA       | TBA        | TBA           | TBA                                     | I produktion     |
| Wonder Man                            | 1      | 10      | TBA       | TBA        | Andrew Guest  | Destin Daniel Cretton och Stella Meghie | Inspelning pågår |
| Otitlad Nova-serie                    | 1      | TBA     | TBA       | TBA        | Sabir Pirzada | TBA                                     | Under utveckling |
| What If...?                           | 3      | TBA     | TBA       | TBA        | TBA           | TBA                                     | I produktion     |
| Vision Quest                          | 1      | TBA     | 2024–2025 | TBA        | Jac Schaeffer | TBA                                     | Under utveckling |

## Återkommande skådespelare och roller
Marvel Cinematic Universe har sett flertalet seriefigurer medverka i filmerna, kortfilmerna och TV-serierna, med skådespelare som spelar samma roller i franchisen. Clark Gregg, som spelar Phil Coulson, är en originalfigur som skapats särskilt för MCU. Han är den som har medverkat flest gånger i franchisen, där han medverkat i Iron Man, Iron Man 2, Thor, The Avengers, två One-Shots och Agents of S.H.I.E.L.D. Samuel L. Jackson har även han medverkat ofta på både film och TV, där han spelar Nick Fury i fem filmer, med en i planeringsstadiet, samt medverkat i Agents of S.H.I.E.L.D. Hayley Atwell som spelade Peggy Carter i Captain America: The First Avenger och Captain America: The Return of the First Avenger, har även hon medverkat i en One-Shot vid namn Agent Carter och återkom till rollen i TV-serien Agent Carter och Avengers: Age of Ultron. Ytterligare rollfigurer som har medverkat i flertalet filmfranchiser och medier är följande: Maria Hill spelad av Cobie Smulders i The Avengers, Captain America: The Winter Soldier, Agents of S.H.I.E.L.D., och medverkar i Avengers: Age of Ultron, samt Jasper Sitwell som spelas av Maximiliano Hernández i Thor, The Avengers, Captain America: The Winter Soldier, två One-Shots och Agents of S.H.I.E.L.D.

## Serietidningar
I november 2010 skisserade Quesada på sina planer att expandera MCU med serietidningar. Han förklarade detta följande: "[F]or the uninitiated, the MCU [comics] are going to be stories set within movie continuity. [They are] not necessarily direct adaptations of the movies, but maybe something that happened off screen and was mentioned in the movie, and we'll tell that story. ... [T]he folks that are involved in the movies on the West Coast will be involved in these stories. It won't be like one of our comic book writers saw the movie and has an idea for a story. No, these stories are originating at the very top. [Marvel Studios chief] Kevin Feige is involved with these and in some cases maybe the writers of the movies would be involved in ... generating these ideas and then either just giving them to some of our writers or maybe some of these guys writing them themselves."

## Mottagande
Jim Vorel från Herald & Review kallade Marvel Cinematic Universe för "komplicerat" och "imponerande" men ansåg följande: "As more and more heroes get their own film adaptations, the overall universe becomes increasingly confusing." Kofi Outlaw från Screen Rant uppgav att The Avengers var en succé, men att: "Marvel Studios still has room to improve their approach to building a shared movie universe". Dock fanns det en del recensenter som kritiserade det faktum att önskan om att skapa ett gemensamt universum hade resulterat i filmer som inte höll så bra på egen hand. I sin recension av Thor: The Dark World, jämförde Forbes-kritikern Scott Mendelson franchisen med "a glorified television series", där The Dark World var en "‘stand-alone’ episode that contains little long-range mythology." Matt Goldberg från Collider ansåg att medan Iron Man 2, Thor och Captain America: The First Avenger var kvalitetsproduktioner, "they have never really been their own movies", där han kände att handlingen som tog omvägar till S.H.I.E.L.D. eller ledde till The Avengers drog ner filmernas berättande.

### Inverkan på andra filmbolag
Efter premiären av The Avengers i maj 2012 noterade Tom Russo från Boston.com att bortsett från enstaka "novelty" som exempelvis Aliens vs. Predator (2004), idén om ett gemensamt universum var praktiskt taget okänt i Hollywood. Sedan dess har modellen om ett gemensamt universum som skapades av Marvel Studios blivit kopierad av andra filmbolag som äger rättigheterna till andra seriefigurer. I april 2014 uppgav medieanalytikern Tuna Amobi, som jobbade för Standard & Poor’s Equity Research Services, att filmbolag i Hollywood under de senaste tre till fem åren, hade börjat planera för "megafranchiser" som skulle pågå under flera år, till skillnad från att producera en film i taget. Amobi tillade: "A lot of these superhero characters were just being left there to gather dust. Disney has proved that this [approach and genre] can be a gold mine." Dock ansåg medieanalytikern Doug Creutz Cowen and Company att publikens tjusning kommer så småningom att dö, då flertalet filmbolag "leker megafranchisesleken". Han sade följande: "If Marvel’s going to make two or three films a year, and Warner Brothers is going to do at least a film every year, and Sony’s going to do a film every year, and Fox [is] going to do a [superhero] film every year, can everyone do well in that scenario? I’m not sure they can."

#### DC Entertainment och Warner Bros.
I oktober 2012, efter Warner Bros. rättsliga seger över Joe Shusters kvarlåtenskap gällande rättigheterna till Stålmannen, tillkännagav filmbolaget att de planerade att gå vidare med sin efterlängtade Justice League-film, som förenar DC Comics superhjältar Batman, Stålmannen och Wonder Woman. Warner Bros. förväntades ta den motsatta strategin till Marvel Studios genom att släppa individuella filmer för superhjältarna efter det att de har medverkat i en team-upfilm. Man of Steel, som hade premiär 2013, var emellertid tilltänkt att starta ett nytt filmuniversum för DC, där denna film "laying the groundwork for the future slate of films based on DC Comics." I juli 2014 bekräftade chefen för DC, Geoff Johns att universumet som presenteras genom TV-serierna Arrow och The Flash, är separata från det filmuniversum som nu byggs upp baserat på Man of Steel och Batman v Superman: Dawn of Justice. I augusti 2014 tillkännagav Warner Bros. och DC en lista över nio datum för okända filmer, likt vad Disney och Marvel har gjort när de gjort anspråk på datum flera år i förtid. Filmernas titlar tillkännagavs senare i oktober 2014. I slutet av juli, i samband med lanseringen av Empires september nummer, bekräftades universumets namn som "DC Extended Universe".

#### 20th Century Fox
I november 2012 tillkännagav 20th Century Fox sina planer att skapa sitt eget gemensamma universum, som består av Marvel-figurer som de har filmrättigheterna till som exempelvis Fantastiska fyran och X-Men, samtidigt som Mark Millar anlitades som övervakande producent. Millar sade följande: "Fox are thinking, 'We're sitting on some really awesome things here. There is another side of the Marvel Universe. Let’s try and get some cohesiveness going.' So they brought me in to oversee that really. To meet with the writers and directors to suggest new ways we could take this stuff and new properties that could spin out of it." X-Men: Days of Future Past, som hade premiär 2014, är möjligen Fox's första steg mot att expandera deras lager av Marvelmutanter.
I maj 2014 uppgav manusförfattaren Simon Kinberg, som skriver manuset till den kommande rebooten av Fantastiska fyran, att filmen inte äger rum i samma universum som X-Men-filmerna. Han förklarad detta följande: "None of the X-Men movies have acknowledged the notion of a sort of superhero team--the Fantastic Four--and the Fantastic Four acquire powers, so for them to live in a world where mutants are prevalent is kind of complicated, because you’re like, 'Oh, you’re just a mutant. What’s so fantastic about you?' No, they live in discrete universes,".

#### Sony Pictures
I november 2013 tillkännagav Sony Pictures Entertainments medordförande Amy Pascal att studion tänker expandera sitt universum som skapades i och med Marc Webbs Amazing Spider-Man-serie, med spin-offilmer för stödjande seriefigurer i "Spider-Man"-franchisen, i syfte att kopiera Marvel och Disney's modell. Hon uppgav följande: "We are going to access Marvel's full world of Spider-Man characters." Sony Pictures Entertainments chef Michael Lynton tillade följande: "We do very much have the ambition about creating a bigger universe around Spider-Man." Regissören Marc Webb har uppgivit att tillkännagivandet av en fjärde film "may not just be a Spider-Man movie," och att "there are so many ancillary characters, that have enormous, cinematic potential," echoing Pascal and Lynton's statements for expanding the Spider-Man universe.
I december 2013 tillkännagav Sony filmer baserade på Venom och Sinister Six, där båda utspelar sig i Amazing Spider-Man-universumet. I samband med tillkännagivandet uppgav IGN att spin-offerna är "the latest example of what we can refer to as "the Avengers effect" in Hollywood, as studios work to build interlocking movie universes." Sony väljer att inte att återskapa Marvel Studios modell av att först introducera de individuella figurerna innan de sammanförs i en team–upfilm, då de istället valt att göra Spider-Mans skurkar till huvudrollerna i de framtida filmerna. I februari 2015 meddelade Marvel Studios att Spider-Man är en del av Marvel Cinematic Universe. Marvel Studios, Kevin Feige och Amy Pascal skulle komma att producera en helt ny film tillsammans med Sony Pictures. Releasedatumet var den 28 juli 2017. Karaktären dök dock upp först i en annan film från Marvel: Captain America: Civil War.